# Poliana (gênero)
Poliana (Bombycidae) é um gênero de mariposa pertencente à família Bombycidae.